# Luís Filipe, Duque de Orleães
Luís Filipe Roberto de Orleães (em francês: Louis Philippe Robert d'Orléans; Twickenham, 24 de agosto de 1869 – Palermo, 28 de março de 1926), foi um príncipe francês da Casa de Orléans e pretendente ao extinto trono da França de 1894 até sua morte em março de 1926.

## Primeiros anos
Filipe nasceu em York House, Twickenham, Middlesex. Era o segundo filho e primeiro varão de Filipe, conde de Paris, e da sua esposa e prima direita, a princesa Isabel de Orleães. A sua família vivia em Inglaterra desde a abdicação e expulsão do seu bisavô, o rei Luís Filipe I de França, em 1848 e regressou a França em 1871, após a queda do Segundo Império Francês. No entanto, a família foi novamente exilada pela República Francesa quando o casamento da sua irmã mais velha, Amélia, com o príncipe Carlos de Portugal suscitou simpatias monárquicas em Paris. Nesta ocasião, a família voltou a refugiar-se em Inglaterra. Foi baptizado com os nomes Luís Filipe Roberto e era chamado de Filipe.
Em 1871, Filipe regressou com os seus pais à França. Foi educado em casa, no Château d'Eu , e no Collège Stanislas em Paris. O seu preceptor foi Théodore Froment, um antigo professor de literatura latina em Bordeaux, entre 1882 e 1887. Em 1880, recebeu o título de duque de Orleães do pai. A 16 de Junho de 1881, realizou-se a sua cerimónia de confirmação em Eu. Filipe tornou-se num jovem alto, louro e com barba que era melhor a fazer desporto do que em assuntos intelectuais. Aprendeu a escalar montanhas com o capitão Morchain, um antigo soldado de Saint-Cyr que se tornou contabilista do pai.

## Carreira militar

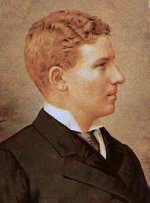
Filipe de Orleães quando jovem.

Filipe começou a sua educação militar na École spéciale militaire de Saint-Cyr. Em Junho de 1886, estava prestes a tornar-se oficial do exército francês quando a sua família foi novamente exilada pelo governo republicano. Inicialmente, foi colocado sob a orientação de um coronel de Parseval que também o supervisionou durante o seu tempo na academia militar de Lausana. Em Inglaterra, entrou na Real Academia Militar de Sandhurst, por nomeação da rainha Vitória, em Fevereiro de 1887, completando aí o seu treino. Foi também nesta academia que se começou a interessar por geografia, topografia e ciências naturais.
Foi colocado em serviço militar no Corpo Real de Espingardas do Rei que, na altura, estava a prestar serviço na Índia. Nunca teve uma comissão no exército britânico, uma vez que era necessário evitar a lei francesa que proibia os homens franceses de ter comissões em exércitos estrangeiros sem a permissão do chefe de estado. Começou como sub-tenente e prestou serviço na Índia entre Janeiro de 1888 e Março de 1889. Era oficial de estado maior de Lord Roberts, na altura comandante-em-chefe na Índia.
Em Outubro de 1889, Filipe viajou para a Suíça para completar um curso de teoria militar. Durante esta estadia, teve um filho, Philippe Debien, com uma mulher chamada Nina, uma actriz que trabalhava no casino de Lausana. Quando completou vinte-e-um anos de idade, em Fevereiro de 1890, deixou a Suíça de comboio com o seu amigo, o duque de Luynes, e entrou em Paris sem autorização, violando a lei do exílio de 1886. Ofereceu-se para cumprir os seus serviços militares, como exigia a lei. No entanto, em vez disso, foi preso e colocado na Conciergerie. Foi condenado a dois anos de prisão em Clairvaux, mas foi libertado alguns meses depois, sendo novamente enviado para a Suíça. Com o desejo de explorar o "desconhecido", pediu ao chefe militar britânico, o príncipe Jorge, duque de Cambridge, para o enviar para um posto militar nos Himalaias. Enquanto se encontrava no extremo oriente, realizou uma expedição de caça e exploração pelo Nepal com o seu primo, o príncipe Henrique de Orleães, escalou montanhas no Tibete, visitou o Afeganistão, o Ceilão e o Golfo Pérsico antes de regressar a Inglaterra.
Antes de ser preso em França, Filipe tinha um noivado não-oficial com a sua prima direita, a princesa Margarida de Orleães. No entanto este acabou por ser cancelado quando se descobriu que Filipe se tinha envolvido com a cantora de ópera Nellie Melba. Apesar de estarem já separados há alguns anos, Melba era casada com Charles Nesbitt Armstrong que se quis divorciar da esposa utilizando o adultério como justificação. Filipe foi nomeado como parte demandada, mas o processo acabou por não seguir em frente.
Em setembro de 1890, Filipe acompanhou o pai numa viagem de dois meses pelos Estados Unidos da América e Canadá. Visitaram os campos de batalha da Guerra Civil Americana, na qual o seu pai tinha combatido, e também Filadélfia, Washington D.C., Richmond, Virginia, Nova Iorque e o Québec.
Em dezembro do mesmo ano, Filipe tentou entrar para o Exército Russo, mas não conseguiu. Em Março de 1893, foi eleito Membro da Real Sociedade de Geografia.
Em março de 1894, Filipe viajou até ao Egito e à Palestina na companhia da sua irmã Helena, duquesa de Aosta. Depois foi à caça de leões na Etiópia. Em Maio de 1894, foi integrado nos Royal Buckinghamshire Yeomanry.

## Pretendente ao trono

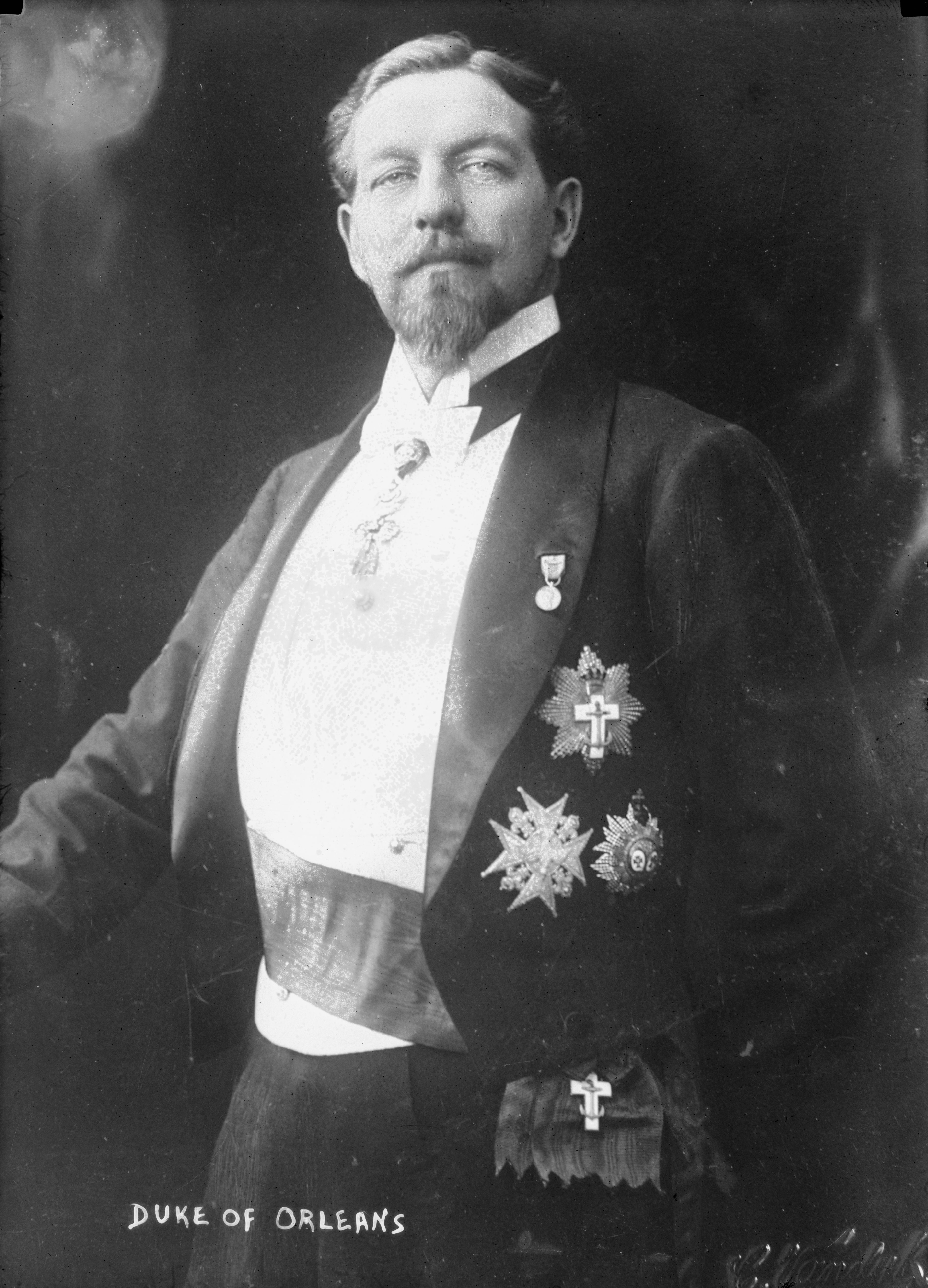
Filipe, quando duque de Orleães

Quando o seu pai morreu a 8 de Setembro de 1894, Filipe tornou-se o pretendente da Casa de Orleães ao trono francês. Era conhecido entre os monarquistas por Filipe VIII. Foi um pretendente activo, publicando manifestos com regularidade e distribuindo ordens de cavalaria. Após a morte do pai também se tornou Companheiro Hereditário de Primeira Classe no Comando da Pensilvânia da Ordem Militar da Legião Leal dos Estados Unidos (MOLLUS), uma sociedade militar de oficiais que tinham prestado serviço militar pela União durante a Guerra Civil Americana, e os seus descendentes.
Em outubro de 1895, Filipe foi nomeado parte demandada no caso de divórcio Woolston vs. Woolston.
A 5 de Novembro de 1896, Filipe casou-se em Viena com a arquiduquesa Maria Doroteia da Áustria, filha do arquiduque José Carlos da Áustria, palatino da Hungria, e neta da princesa Clementina de Orleães, bem como sobrinha da arquiduquesa Maria Henriqueta da Áustria, rainha-consorte da Bélgica. O casal não teve filhos e tinha pouco em comum, acabando por se separar alguns anos depois.
Enquanto viajava por Genebra em 1898, Filipe foi quase assassinado por um anarquista que tinha jurado matar o primeiro membro da realeza que encontrasse. A vitima acabaria por ser a imperatriz Isabel da Áustria, que foi esfaqueada até à morte no cais.
Filipe continuou a viver em Inglaterra até 1900, quando se mudou para a Bélgica. Andava de iate com regularidade e explorou partes da costa oeste da Gronelândia em 1905. Em 1907, navegou pelo Mar de Kara até ao norte da Sibéria, e, em 1909, chegou até mais longe, ao oceano Ártico.
Em 1914, Filipe e a sua esposa Maria Doroteia separaram-se legalmente. A arquiduquesa regressou à Hungria.
Quando rebentou a Primeira Guerra Mundial, Filipe voltou a tentar juntar-se exército francês e mais uma fez foi recusado. Também não teve permissão para se juntar ao exército da Bélgica, por isso regressou a Inglaterra.
Em 1926, Filipe morreu de pneumonia no Palais d'Orléans em Palermo, na Sicília. Uma vez que não teve herdeiros legítimos, foi sucedido como pretendente do trono de França pelo seu primo e cunhado, o príncipe João, duque de Guise.

## Publicações
Filipe publicou vários trabalhos sobre as suas viagens:
- Une expédition de chasse au Népaul. Paris: C. Lévy, 1892.
- Une croisière au Spitzberg, yacht Maroussia, 1904. Paris: Imprimerie de Chaix, 1904.
- Croisière océanographique: accomplie à bord de la Belgica dans la Mer du Grönland, 1905. Bruxelles: C. Bulens, 1907.
- La revanche de la banquise: un été de dérive dans la mer de Kara, juin-septembre 1907. Paris: Plon-Nourrit, 1909.
- Campagne Arctique de 1907. Bruxelas: C. Bulens, 1910–1912.
- Hunters and Hunting in the Arctic. Londres: David Nutt, 1911. (published in French as Chasses et chasseurs arctiques. Paris: Librairie Plon, 1929).

Também publicou uma colecção de trabalhos do seu pai e de Henrique, conde de Chambord:
- La monarchie française: lettres et documents politiques (1844–1907). Paris: Librairie nationale, 1907.

## Genealogia
| Filipe, Duque de Orleães | Pai: Filipe, Conde de Paris              | Avô paterno: Fernando Filipe, Duque d'Orleães | Bisavô paterno: Luís Filipe I de França                 |
| Filipe, Duque de Orleães | Pai: Filipe, Conde de Paris              | Avô paterno: Fernando Filipe, Duque d'Orleães | Bisavó paterna: Maria Amélia de Bourbon-Nápoles         |
| Filipe, Duque de Orleães | Pai: Filipe, Conde de Paris              | Avó paterna: Helena de Mecklemburgo-Schwerin  | Bisavô paterno: Frederico Luís de Mecklemburgo-Schwerin |
| Filipe, Duque de Orleães | Pai: Filipe, Conde de Paris              | Avó paterna: Helena de Mecklemburgo-Schwerin  | Bisavó paterna: Carolina Luísa de Saxe-Weimar-Eisenach  |
| Filipe, Duque de Orleães | Mãe: Maria Isabel de Orléans-Montpensier | Avô materno: António de Orleães               | Bisavô materno: Luís Filipe I de França                 |
| Filipe, Duque de Orleães | Mãe: Maria Isabel de Orléans-Montpensier | Avô materno: António de Orleães               | Bisavó materna: Maria Amélia de Bourbon-Nápoles         |
| Filipe, Duque de Orleães | Mãe: Maria Isabel de Orléans-Montpensier | Avó materna: Luísa Fernanda de Bourbon        | Bisavô materno: Fernando VII da Espanha                 |
| Filipe, Duque de Orleães | Mãe: Maria Isabel de Orléans-Montpensier | Avó materna: Luísa Fernanda de Bourbon        | Bisavó materna: Maria Cristina das Duas Sicílias        |